# René Blin
René Blin, né à Somsois (Marne) le 13 novembre 1884 et mort dans la même ville le 15 novembre 1951, est un compositeur et organiste français.

## Biographie
René Blin abandonna ses études de droit pour entrer à la Schola Cantorum, où il devient l'élève de Joseph Jemain, Guilmant et Vincent d'Indy.
Il fut nommé en 1904, maître de chapelle de Saint-André de Montreuil-sous-Bois, et en décembre 1910, organiste et maître de chapelle de Sainte Élisabeth, fonctions qu'il occupera jusqu'en 1939. En 1941, il est nommé titulaire de l'orgue de chœur de Notre-Dame de Paris et il le restera jusqu'en 1950. À la fin de sa carrière, il reçoit les insignes de chevalier dans l'ordre de Saint-Grégoire-le-Grand.
Il retourna à Somsois, son lieu de naissance, pour y prendre sa retraite, y mourut en 1951 et y est inhumé.

## Œuvres
Comme compositeur il a écrit une messe à 4 voix avec orchestre, des modulations pour les Vêpres des Morts, des répons pour les saluts, des mélodies, des morceaux pour piano et violon, 2 Toccatas, une marche funèbre et fugue pour grand orgue.
- Rosace en violet, dans la pénombre du soir pour orgue
- Choral varié et Offertoire (1912), dans le vol. 1 de l'anthologie des Maîtres contemporains de l'orgue par J. Joubert
- Symphonie en si bémol pour grand orgue (1917-1918)
- Première marche nuptiale
- Messe Brève en l'honneur de Notre-Dame de Paris à quatre voix mixtes et orgue.
- Mazurka Mignonne pour piano